# Soldado de bronze de Tallinn
O Soldado de Bronze de Tallinn (em estoniano:  Pronkssõdur, em russo:  Бронзовый Солдат, Bronzovyj Soldat), antes chamado de Monumento aos Libertadores de Tallinn, é um monumento localizado no centro da cidade de Tallinn, na Estônia, inaugurado em 22 de setembro de 1947, enquanto a Estônia estava dominada pela União Soviética, durante a Guerra Fria.
A estátua tem 1,83 metros e representa um soldado soviético utilizando uniforme. Foi localizado ao lado de uma pequena vala de 1945 que manteve os restos mortais de soldados do Exército Vermelho. Em abril de 2007, o governo da Estônia resolveu mudar a localização do soldado e da vala onde estavam os soldados soviéticos para o cemitério militar da Forças de Defesa da Estônia em Tallinn. Essa decisão deixou os russos revoltados, causando os ciberataques à Estônia nesse mesmo ano. Os russos e outras pessoas que se mostraram contra a transferência da estátua foram às ruas protestar. O governo russo ameaçou a Estônia.

## Antecedentes
O monumento Soldado de Bronze substituiu um memorial de madeira anterior - uma pirâmide de madeira de um metro de altura, cerca de 20 cm de diâmetro, de cor azul claro coroada por uma estrela vermelha - que havia explodido na noite de 8 de maio de 1946  por dois adolescentes estonianos. As duas meninas, Aili Jürgenson, de 14 anos, e Ageeda Paavel, de 15 anos, o destruíram, em suas próprias palavras, para vingar a destruição soviética dos memoriais de guerra da Guerra da Independência da Estônia. Ambas foram posteriormente presos pelo NKVD e enviados para um Gulag.

## Vandalização em protesto contra o ataque russo à Ucrânia
Em 12 de abril de 2022, o Soldado de Bronze voltou a ser notícia, quando manifestantes do ataque russo à Ucrânia arrancaram uma das medalhas de seu peito. Isso ocorreu no contexto de uma proibição governamental de símbolos do militarismo russo e reuniões públicas que incitam a violência, levando ao aniversário de 9 de maio.